# Communauté de communes du Perche thironnais
La communauté de communes du Perche thironnais est une ancienne communauté de communes française du Perche, située dans le département d'Eure-et-Loir en région Centre-Val de Loire. Elle est aujourd'hui intégrée à la communauté de communes Terres de Perche.
La communauté de communes appartenait également au Pays du Perche d'Eure-et-Loir.

## Composition
Elle était composée des 10 communes suivantes, toutes du canton de Thiron-Gardais :
| Nom                    | Code Insee | Gentilé          | Superficie (km2) | Population (dernière pop. légale) | Densité (hab./km2) |
| ---------------------- | ---------- | ---------------- | ---------------- | --------------------------------- | ------------------ |
| Thiron-Gardais (siège) | 28387      | Thironnais       | 13,46            | 1 050 (2013)                      | 78                 |
| Chassant               | 28086      | Chassantais      | 4,46             | 335 (2014)                        | 75                 |
| Combres                | 28105      | Combrésiens      | 14,90            | 556 (2014)                        | 37                 |
| Coudreceau             | 28112      | Coudrecelliens   | 13,31            | 454 (2014)                        | 34                 |
| La Croix-du-Perche     | 28119      | Croisiens        | 12,50            | 179 (2014)                        | 14                 |
| Frétigny               | 28165      | Frétignois       | 22,99            | 504 (2014)                        | 22                 |
| Happonvilliers         | 28192      | Happonvillériens | 18,96            | 296 (2014)                        | 16                 |
| Marolles-les-Buis      | 28237      |                  | 13,08            | 227 (2014)                        | 17                 |
| Nonvilliers-Grandhoux  | 28282      |                  | 21,61            | 427 (2014)                        | 20                 |
| Saint-Denis-d'Authou   | 28331      |                  | 22,23            | 497 (2014)                        | 22                 |

## Compétences
- Aménagement de l'espace - Constitution de réserves foncières (à titre obligatoire)
- Développement et aménagement économique
  - Action de développement économique (Soutien des activités industrielles, commerciales ou de l'emploi, soutien des activités agricoles et forestières...) (à titre obligatoire)
  - Création, aménagement, entretien et gestion de zone d'activités industrielle, commerciale, tertiaire, artisanale ou touristique (à titre obligatoire)
  - Tourisme (à titre obligatoire)
- Énergie
  - Eau (Traitement, adduction, distribution) (à titre facultatif)
  - Hydraulique (à titre facultatif)
- Environnement
  - Assainissement non collectif (à titre facultatif)
  - Collecte et traitement des déchets des ménages et déchets assimilés (à titre optionnel)

## Historique
- 1er janvier 2005 : création de la communauté de communes
- 31 décembre 2016 : fusion avec la communauté de communes des Portes du Perche pour former la communauté de communes Terres de Perche.

## Sources
- Le splaf - (Site sur la Population et les Limites Administratives de la France)
- La base aspic d'Eure-et-Loir - (Accès des Services Publics aux Informations sur les Collectivités)